# Štěpán III. z Medlova
Štěpán III. z Medlova byl moravský šlechtic z rodu pánů z Medlova, který se uvádí v letech 1270 až 1285.
Jeho otcem byl Štěpán II. z Medlova, po kterém zdědil jeho syn území kolem řeky Svratky. Tato šlechta žila v polovině 13. století pravděpodobně ještě na dvorcích či dřevěných hrádcích, od 2. poloviny 13. století začínají vznikat i zde první hrady.
Zda jeho jediným synem byl Štěpán z Pernštejna a Medlova, nelze s jistotou říci. Rodové vazby z druhé poloviny 13. a z první poloviny 14. století jsou nepřehledné a jednotliví badatelé je interpretují různě.